# Marah Land Zoo
Der Marah Land Zoo, auch Marah Zoo Land (von arabisch مرح, DMG maraḥ ‚Fröhlichkeit‘), ist ein Tiergehege in Palästina. Er liegt im Gaza-Streifen im Süden der Stadt Gaza. Eigentümer ist Abu Ismail.
Wegen der israelischen Grenzabriegelung wurden die meisten der ehemals 200 Tiere durch Tunnel aus Ägypten eingeschmuggelt. Gezeigt wurden in 33 Gehegen ein Löwenpärchen, Wölfe, Füchse, Hyänen, Adlerbussarde, Strauße, Eulen, Störche, Hunde, Katzen, ein Kamel, Schlangen, Affen, Mäuse und Goldfische. Weltweite mediale Aufmerksamkeit erhielten zwei Esel, die alle paar Monate mit Haarfärbemittel einen neuen Anstrich als Zebras erhielten. Diese Idee soll später auch ein Zoo in Kairo aufgegriffen haben. Israels Tierpark Safari Ramat Gan hatte die Lieferung von richtigen Zebras unter Voraussetzung einer Qualitätskontrolle angeboten, doch kam es wegen der politischen Verwerfungen nicht dazu.
Neben den Tieren gab es 2009 zur Kinderunterhaltung eine Spielzeugeisenbahn und einen kleinen Autoscooter.
Während des Gaza-Krieges 2008 wurde auch der Zoo beschossen. Nur 25 bis 30 Tiere waren danach noch in ihren Gehegen. Viele Tiere wurden getötet oder flüchteten, wie das Löwenpaar, das aber später wieder eingefangen wurde.